# 什普角
什普角（英語：Sheep Point），是南極洲的海岬，位於南喬治亞群島，處於庫克灣南部，是奧拉夫王子港入口處南部，在1929年由英國研究隊命名，由英國海外領土管轄。